# Đại Nghĩa (thị trấn)
Đại Nghĩa là thị trấn huyện lỵ của huyện Mỹ Đức, thành phố Hà Nội, Việt Nam.

## Địa lý
Thị trấn Đại Nghĩa nằm ở trung tâm huyện Mỹ Đức, cách trung tâm Hà Nội 48 km về phía nam, có vị trí địa lý:
- Phía đông giáp huyện Ứng Hòa với ranh giới tự nhiên là sông Đáy
- Phía tây giáp xã Hợp Thanh
- Phía nam giáp các xã An Tiến và Đại Hưng
- Phía bắc giáp xã Phù Lưu Tế.

Thị trấn có diện tích 4,97 km², dân số năm 2004 là 6.913 người, mật độ dân số đạt 1.392 người/km².

## Lịch sử
Trước đây, Đại Nghĩa là một xã thuộc huyện Mỹ Đức. Huyện lỵ huyện Mỹ Đức khi đó đặt tại thôn Tế Tiêu, xã Đại Nghĩa.
Ngày 19 tháng 3 năm 1988, Hội đồng Bộ trưởng ban hành Quyết định số 49-HĐBT, tách thôn Tế Tiêu thuộc xã Đại Nghĩa để thành lập thị trấn Tế Tiêu, thị trấn huyện lỵ huyện Mỹ Đức.
Sau khi thành lập, thị trấn Tế Tiêu có 185,9 ha diện tích tự nhiên và 3.591 người. Xã Đại Nghĩa còn lại 2 thôn Văn Giang và Thọ Sơn với 316,35 ha diện tích tự nhiên và 2.830 người.
Ngày 8 tháng 1 năm 2004, Chính phủ ban hành Nghị định số 12/2004/NĐ-CP, sáp nhập thị trấn Tế Tiêu và xã Đại Nghĩa để thành lập thị trấn Đại Nghĩa thuộc Mỹ Đức.
Sau khi thành lập, thị trấn Đại Nghĩa có 496,62 ha diện tích tự nhiên và 6.913 người.